# Фієста
Фієста (ісп. Fiesta) — традиційне народне свято, що проводиться в країнах Латинської Америки та Іспанії. Поширене також в інших країнах Середземномор'я, в першу чергу в регіонах Старої Румунії і серед латиноамериканських діаспор по всьому світу, в середовищі великої латиноамериканської громади США. Аналогом фієсти в Україні є так звані народні гуляння. В українській мові слово фієста вживається як екзотизм, а також в іронічному контексті.

## Походження
Фієста — типово середземноморське поняття, що зародилося ще в часи Римської імперії. Латинське слово «festa» означало народне гуляння, в якому брали участь жителі громади чи міського кварталу. На відміну від українських святкувань, фієсти дуже часто проводяться ввечері або вночі, коли спадає денна спека, і часто тривають до ранку. При цьому іноді фієсти проводилися і вдень, наприклад, перед боями з тваринами, перед коридою і ін. У сучасних романських мовах поняття фієста і похідні від нього іт. і порт. festa і франц. fête вживається стосовно будь-яких вечірніх посиденьок або застілля.

## Проведення
У Латинській Америці та Іспанії фієсти найколоритніші. Вони часто супроводжуються маскарадами, різного роду ходами і парадами, що перетворюються на карнавал, феєрверками і підсвічуванням, танцями, традиційною музикою ранчеро та іншими ритмами, дискотеками, застіллям, іграми з піньятою.